# C'est dur d'être un homme : La Proposition de mariage
Série C'est dur d'être un homme
C'est dur d'être un homme : C'est dur d'être Tora-san
(1992) C'est dur d'être un homme : La Dame du lac
(1994)
Pour plus de détails, voir Fiche technique et Distribution.
C'est dur d'être un homme : La Proposition de mariage (男はつらいよ 寅次郎の縁談, Otoko wa tsurai yo: Torajirō no endan) est un film japonais réalisé par Yōji Yamada et sorti en 1993. C'est le 46e film de la série C'est dur d'être un homme.

## Synopsis
Dans un contexte économique difficile, Mitsuo, qui termine ses études, est à la recherche d'un travail. Après avoir déjà essuyé de nombreux refus, il est à nouveau recalé à la suite d'un entretien d'embauche. Dépité, il se dispute violemment avec son père et s'enfuit de Tokyo par un train de nuit.
Tora-san rend visite à sa famille à Shimabata et trouve sa sœur Sakura très inquiète car cela fait plus d'une semaine qu'elle est sans nouvelle de son fils. Un courrier expédié par Mitsuo arrive enfin annonçant qu'il se trouve sur une petite île de la mer intérieure de Seto et Tora-san se propose pour aller le rechercher et le ramener auprès de ses parents.
Il retrouve aisément Mitsuo et lui fait la morale mais son neveu n'a aucune intention de repartir, il est tombé amoureux d'Aya, une jeune infirmière. Tora-san passe la nuit dans la maison où loge Mitsuo et fait la connaissance de Yokō. De santé fragile et endettée, cette ancienne propriétaire de restaurent à Kobe est retournée vivre auprès de son père. Tombé sous son charme, Tora-san n'est à son tour plus si pressé de rentrer à Tokyo.

## Fiche technique
- Titre : C'est dur d'être un homme : La Proposition de mariage[1]
- Titre original : 男はつらいよ 寅次郎の縁談 (Otoko wa tsurai yo: Torajirō no endan?)
- Réalisation : Yōji Yamada
- Scénario : Yōji Yamada et Yoshitaka Asama
- Photographie : Tetsuo Takaha (ja) et Yutaka Yokoyama
- Montage : Iwao Ishii (ja)
- Musique : Naozumi Yamamoto
- Décors : Mitsuo Degawa
- Son : Isao Suzuki (ja) et Ryūji Matsumoto (ja)
- Producteurs : Yōzō Sakurai, Kiyoshi Shimazu et Tomiyuki Maruyama
- Société de production : Shōchiku
- Pays de production :  Japon
- Langue originale : japonais
- Format : couleur — 2,35:1 — 35 mm — son mono
- Genres : comédie dramatique ; romance
- Durée : 103 minutes[2] (métrage : sept bobines - 2 923 m[2])
- Dates de sortie :
  - Japon : 25 décembre 1993[2]

## Distribution
- Kiyoshi Atsumi : Torajirō Kuruma / Tora-san
- Chieko Baishō : Sakura Suwa, sa demi-sœur
- Masami Shimojō (ja) : Ryūzō Kuruma, son oncle
- Chieko Misaki (ja) : Tsune Kuruma, sa tante
- Gin Maeda (en) : Hiroshi Suwa, le mari de Sakura
- Hidetaka Yoshioka : Mitsuo Suwa, le fils de Sakura et de Hiroshi
- Keiko Matsuzaka : Yokō Sakaide
- Shōgo Shimada : Zen'emon Tamiya, le père de Yokō
- Mikako Shiroyama (ja) : Aya, l'infirmière
- Sachiko Mitsumoto (ja) : Fuyuko, la fille de Gozen-sama
- Kei Suma (ja) : le père de la mariée
- Masayasu Kitayama (ja) : Sanpei, l'employé du magasin Kuruma-ya à Shimabata
- Keiroku Seki (ja) : Ponshū
- Hisao Dazai (ja) : Umetarō Katsura, le voisin imprimeur
- Gajirō Satō (ja) : Genko

## Autour du film
C'est la seconde fois où l'actrice Keiko Matsuzaka joue le rôle de la « Madone » dans un film de la série C'est dur d'être un homme après son interprétation dans Tora-san et la Geisha en 1981.
L'acteur Chishū Ryū qui a tenu le rôle de Gozen-sama, le grand prêtre du temple Shibamata Taishakuten dans les 45 épisodes précédents de la série est mort le 16 mars 1993, il reçoit un prix spécial lors des Japan Academy Prize de 1994.

## Distinctions
Sauf indication contraire, les informations mentionnées dans cette section peuvent être confirmées par la base de données cinématographiques IMDb,  présente dans la section « Liens externes ».

### Récompenses
- Japan Academy Prize 1994 : meilleur réalisateur pour Yōji Yamada, du meilleur scénario pour Yōji Yamada et Yoshitaka Asama et du meilleur son pour Isao Suzuki (ja) et Ryūji Matsumoto (ja)[3],[4]

### Nominations
- Japan Academy Prize 1994 : meilleur montage pour Iwao Ishii (ja) et meilleure photographie pour Tetsuo Takaha (ja) et Yutaka Yokoyama[3],[4]